# Franciszek Macharski
Franciszek kardinál Macharski [frančjišek macharski] (20. května 1927 Krakov – 2. srpna 2016 Krakov) byl polský katolický duchovní, v letech 1979–2005 byl arcibiskup krakovský. Zde byl nástupcem Jana Pavla II. po jeho jmenování papežem a byl také jeho blízkým přítelem.

## Život
Na kněze byl vysvěcen 2. dubna 1950 kardinálem Adamem Stefanem Sapiehem. 30. prosince 1978 byl jmenován krakovským arcibiskupem a biskupské svěcení přijal 6. ledna 1979 z rukou svého předchůdce v Krakově – papeže Jana Pavla II. 30. června 1979 byl jmenován kardinálem (titulární kardinál v S. Giovanni a Porta Latina).
Ve funkci krakovského arcibiskupa ho v roce 2005 nahradil Stanisław kardinál Dziwisz. Byl řádovým prelátem a nositelem duchovního velkokříže Vojenského a špitálního řádu sv. Lazara Jeruzalémského.

## Galerie

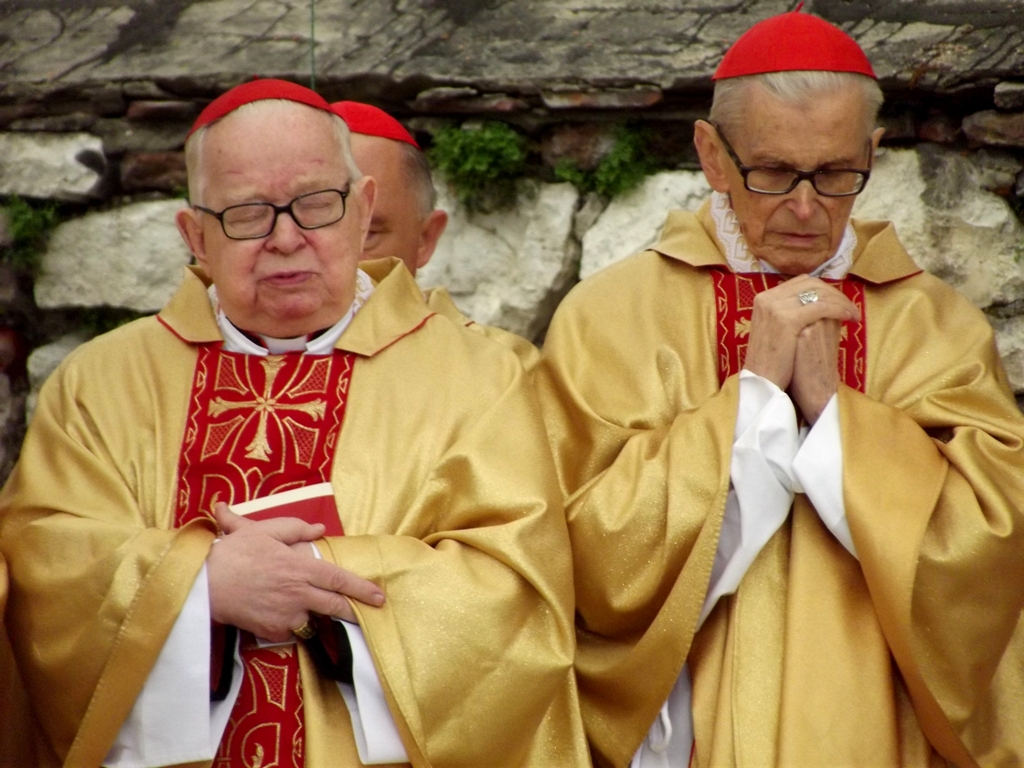
Zleva: Henryk Roman kardinál Gulbinowicz a Franciszek kardinál Macharski (2013)
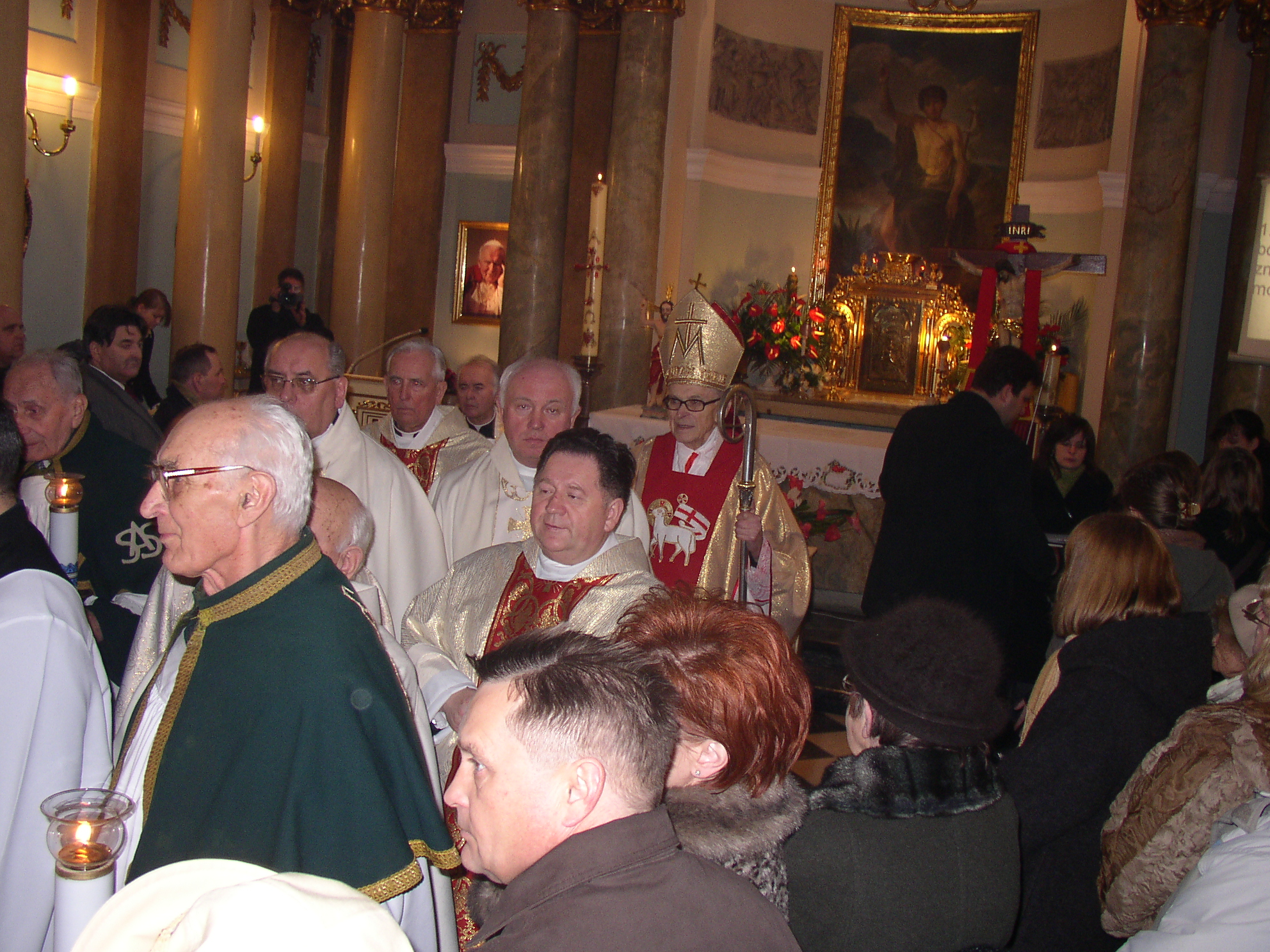
V pozadí: Franciszek kardinál Macharski (Krakov, 2008)
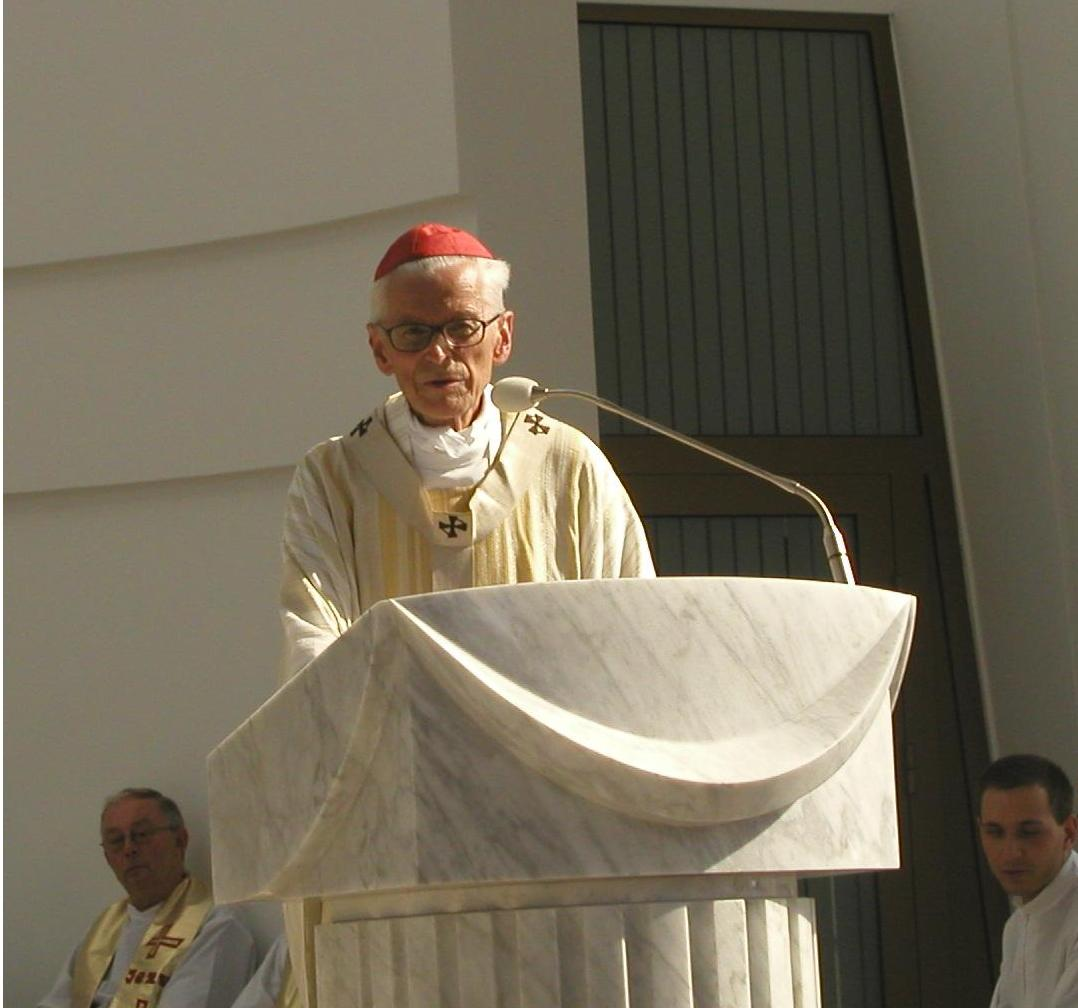
Franciszek kardinál Macharski (2002)